# Fuchshörnchen
Das Fuchshörnchen (Sciurus niger) ist eine Art der Nagetiere (Rodentia) innerhalb der Hörnchen (Sciuridae). Mit einer Gesamtlänge von 45 bis 70 Zentimetern und einem Gewicht von bis zu 1000 Gramm ist es das größte Baumhörnchen Nordamerikas. Es lebt in der östlichen Hälfte Nordamerikas und kommt vom südlichen Kanada bis nach Nordmexiko vor.

## Merkmale
Das Fuchshörnchen ist das größte Baumhörnchen Nordamerikas. Seine Gesamtlänge variiert zwischen 45 und 70 Zentimeter, davon entfallen auf den Schwanz zwischen 20 und 33 Zentimeter. Es wiegt zwischen 500 und 1000 Gramm. Das Fell ist je nach Unterart hellbraun-gelblich bis dunkelbraun-schwarz gefärbt. Die Bauchseite ist oft heller, manche Tiere haben weiße Zeichnungen an Gesicht und Schwanz.

## Lebensraum und Verbreitung

Das Verbreitungsgebiet des Fuchshörnchen

Das Fuchshörnchen kommt in der östlichen Hälfte Nordamerikas vor, vom südlichen Kanada bis nach Nordmexiko.

## Lebensweise

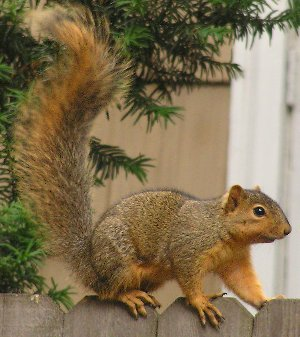
Fuchshörnchen, aufgenommen in Cleveland, Ohio

Fuchshörnchen sind lebhaft und tagaktiv. Sie verfügen über selbstgebaute Nester oder bewohnen Baumhöhlen, in denen sie insbesondere als Paare während der Paarungszeit gelegentlich zusammen zu finden sind. Die Nahrung der Fuchshörnchen besteht aus Baumsamen, Nüssen, Beeren, Früchten, Rinden, Knospen, Insekten, Vogeleiern und kleinen Reptilien. Sie vergraben einen Teil ihrer Vorräte als Winterreserve und tragen durch vergessene Pflanzensamen zur Verbreitung dieser Pflanzen bei.
Zweimal im Jahr, im Sommer und im Winter, können Fuchshörnchen Nachwuchs bekommen. Die Jungen kommen blind und nackt zur Welt. Nach etwa drei Monaten werden sie selbständig, nach einem Jahr ist das Erwachsenenalter erreicht. Die maximale Lebenserwartung beträgt 12,6 Jahre bei Weibchen und 8,6 Jahre bei Männchen.
Zu den Feinden der Fuchshörnchen zählen neben dem Menschen (Jagd), Habichte, Schlangen und Luchse.

## Systematik
Das Fuchshörnchen wird als eigenständige Art innerhalb der Gattung der Eichhörnchen (Sciurus) eingeordnet, die heute aus insgesamt 28 Arten besteht. Die wissenschaftliche Erstbeschreibung stammt von Carl von Linné, der die Art im Jahr 1758 in der 10. Auflage seines Systema naturae als eine der ersten Hörnchenarten beschrieb und sie auch bereits der von ihm erstbeschriebenen Gattung Sciurus als einer von sechs Nagetiergattungen zuordnete. Diese enthielt neben dem Fuchshörnchen S. niger und S. cinereus und dem Eurasischen Eichhörnchen auch das Europäische Gleithörnchen (S. volans, heute Pteromys volans), das Atlashörnchen (S. getulus, heute Atlantoxerus getulus), das Streifen-Backenhörnchen (S. striatus, heute Tamias striatus) sowie die nicht zuzuordnende Art Sciurus flavus. Die von ihm beschriebenen Individuen stammten wahrscheinlich aus dem südlichen South Carolina.
- Sciurus niger avicennia A. H. Howell, 1919
- Sciurus niger bachmani Lowery & Davis, 1942
- Sciurus niger cinereus Linnaeus, 1758
- Sciurus niger limitis Baird, 1855
- Sciurus niger ludovicianus Custis, 1806
- Sciurus niger niger Linnaeus, 1758
- Sciurus niger rufiventer É. Geoffroy Saint-Hilaire, 1803
- Sciurus niger shermani Moore, 1956
- Sciurus niger subauratus Bachman, 1839
- Sciurus niger vulpinus Gmelin, 1788

## Sonstiges
Das Fuchshörnchen ist 2016 in die „Liste der unerwünschten Spezies“ für die Europäische Union aufgenommen worden.

## Belege
1. ↑  Carl von Linné: Systema naturae. 10. Auflage, 1758; Band 1, S. 60, 63–64 (Digitalisat).
2. ↑  John L. Koprowski:  Tamias quadrivittatus. (Memento des Originals vom 15. März 2016 im Internet Archive)  Info: Der Archivlink wurde automatisch eingesetzt und noch nicht geprüft. Bitte prüfe Original- und Archivlink gemäß Anleitung und entferne dann diesen Hinweis. Mammalian Species 479, 1994.
3. ↑  Liste invasiver gebietsfremder Arten von unionsweiter Bedeutung (List of Invasive Alien Species of Union Concern) (PDF) abgerufen am 15. Juli 2016